# مقاطعة سيامجينسكي
مقاطعة سيامجينسكي ((بالروسية: Ся́мженский райо́н)‏) هي منطقة إدارية وبلدية (رايون (تقسيم إداري)|)، وهي إحدى التقسيمات الإدارية الـ26 في فولغودا أوبلاست في فولوغدا أوبلاست، روسيا. تقع المقاطعة في وسط أوبلاست وتحدها مقاطعة فوزيجودسكي شمالاً، ومقاطعة فيرخوفاجسكي في الشمال الشرقي، ومقاطعة توتيمسكي شرقاً، ومقاطعة سوكولسكي جنوباً، ومنطقة خاروفسكي غرباً. تبلغ مساحة المقاطعة 3,900 كيلومتر مربع (1,500 ميل2). مركز المقاطعة الإداري هو منطقة سيامجا الريفية. عدد : قالب:Ru-census2010 10,384 (2002 Census [الإنجليزية]); قالب:Su-census1989 يبلغ عدد سكان سيامجا 45.2٪ من إجمالي سكان المنطقة.

## الجغرافيا
تنتمي منطقة المقاطعة بأكملها تقريبًا إلى المستجمع المائي لنهر كوبينا، الذي يعبر الجزء الشمالي الغربي من المنطقة، ويدخل من الشمال ويخرج من الغرب. كما يمرّ الرافد نهر سيامجينا الجزء الجنوبي من المقاطعة. يقع مركز المقاطعة الإداري على ضفاف نهر سيامجينا. تصب أكبر بحيرات المقاطعة وهي بحيرة شيتشينغسكوي في نهر سيامجينا. تنتمي الأجزاء الوسطى والشمالية من المقاطعة لأحواض روافد نهر كوبينا الأخرى، مثل نهر فيردينغا ونهر ياخرينغا. يصب الجزء الشمالي الشرقي في نهر فاغا، وهو أحد أكبر روافد نهر دفينا الشمالي، ويعبر نهر فاغا المقاطعة متجهاً شمالاً. تنتمي بعض المناطق الصغيرة في جنوب وجنوب شرق المقاطعة إلى أحواض روافد نهر سوخونا، وبالتالي تنتمي منطقة المقاطعة بأكملها إلى أحواض دفينا الشمالي والبحر الأبيض.
تغطي الغابات الصنوبرية مناطق كبيرة في المقاطعة. توجد مستنقعات في الجنوب والشرق والشمال الشرقي من المنطقة، أكبرها مستنقع شيتشينغسكوي.

## التقسيمات الإدارية والبلدية
إدارياً، يُقسم الإقليم إلى عشر سيلسوفيتات (تقسيم إداري في روسيا). بلدياً، دمجت المناطق المأهولة في المنطقة على أنهامقاطعة سيامجينسكي البلدية وتقسم إلى ثمان مستوطنات ريفية. تشمل المقاطعة البلدية جميع التجمعات السكانية المأهولة في المنطقة الإدارية، إضافة إلى ثلاث مناطق ريفية في مقاطعة خاروفسكي.

## الاقتصاد

### الصناعة
تهيمن صناعة الأخشاب على اقتصاد المنطقة، حيث تنتج 82% من السلع.

### الزراعة
عام 2010، تم تشغيل ست مزارع كبيرة ومتوسطة الحجم في المنطقة، تخصصاتها الرئيسية هي تربية الماشية وزراعة المحاصيل. أنتجت هذه المزارع الحليب واللحوم، وكانت المحاصيل تستخدم بشكل أساسي لإطعام الماشية.

### النقل
يعتبر الطريق السريع M8 أحد الطرق السريعة الرئيسية في روسيا، ويربط بين موسكو وأرخانغلسك، ويعبر المنطقة من الجنوب إلى الشمال قاطعاً سيامجا. كما توجد طرق محلية.
لا يمكن الملاحة في أي من الأنهار التي تمر ضمن حدود المنطقة.

## الثقافة والترفيه
يوجد في المنطقة 63 قطعة صنّفت على أنها تراث ثقافي وتاريخي ذي أهمية محلية، معظمها عبارة عن مزارع خشبية وكنائس أنشأت قبل عام 1917.
عام 2006، افتتح متحف المقاطعة في سيامجا. يعرض المتحف مجموعات أثرية وأنثوغرافية محلية.